# Demokratisierung

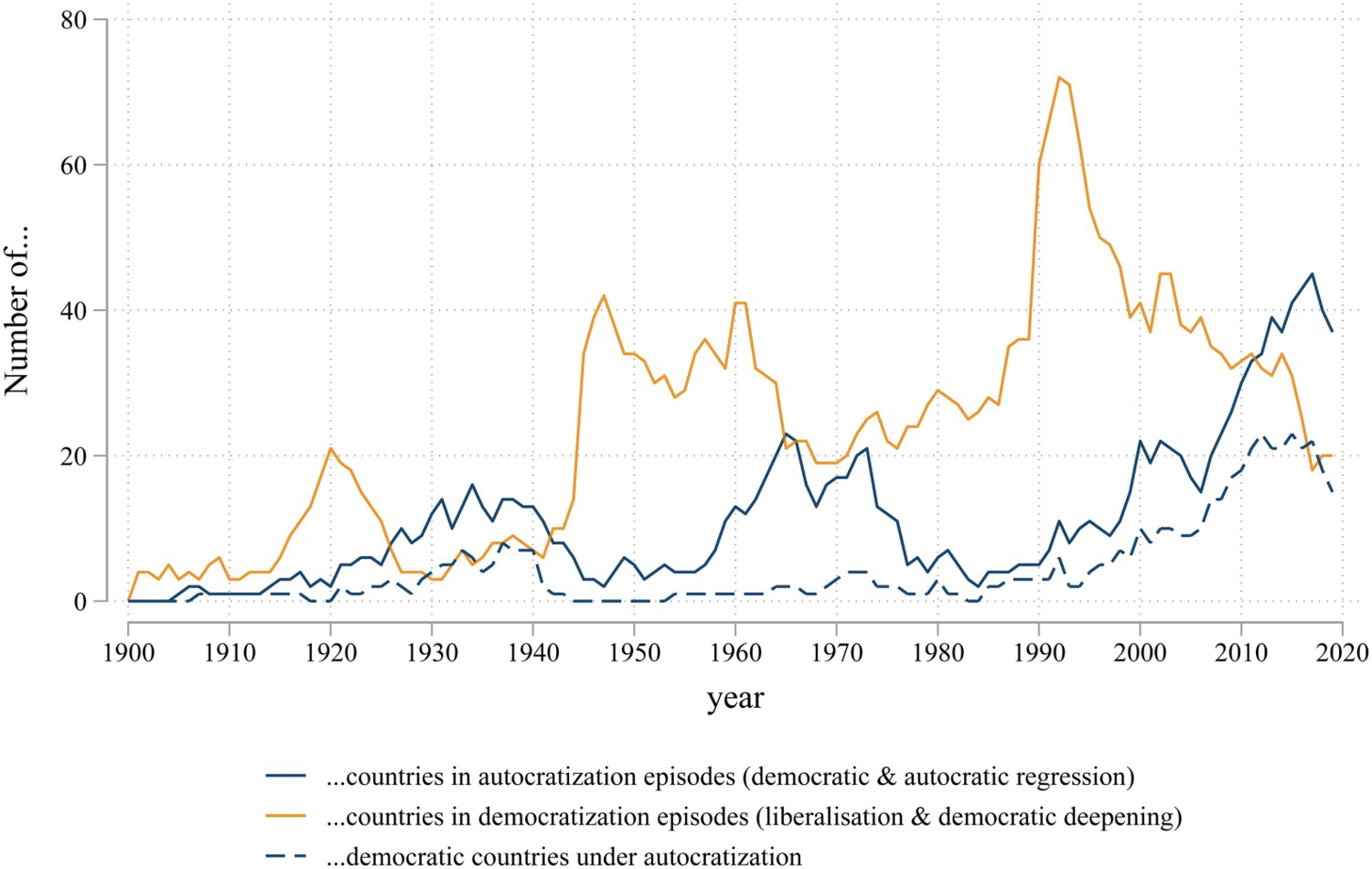
Anzahl der Länder im Prozess der Demokratisierung (gelbe Linie) und der Autokratisierung (blaue Linien).
Ebenso wie es zwischen den Weltkriegen der Fall war, überwiegt seit 2010 wieder die Anzahl der Länder, die sich zu Autokratien wandeln, nach Bewertung des V-Dem Instituts.

Länder, die sich von 2010 bis 2020 im Wesentlichen und signifikant demokratisierten (blau) oder autokratisierten (rot). Grau hinterlegte Länder blieben in dieser Hinsicht im Wesentlichen unverändert.

Demokratisierung ist ein Begriff der Politikwissenschaft sowie der Soziologie und beschreibt den Abbau von nicht demokratisch legitimierter Herrschaft und die Ausweitung und Entwicklung von Demokratie in zuvor nicht oder weniger demokratischen Staaten oder Gesellschaftsbereichen. So wird neben der Demokratisierung von Staaten und politischen Systemen auch eine Demokratisierung von Bildung, Wirtschaft, Religion und anderen Bereichen gefordert. Nach Wilhelm Hennis ist Demokratisierung ein „Kampf um die Grenze zwischen dem politischen und nicht-politischen Bereich“.

„Demokratisierung ist also der Inbegriff aller Aktivitäten, deren Ziel es ist, autoritäre Herrschaftsstrukturen zu ersetzen durch Formen der Herrschaftskontrolle von »unten«, der gesellschaftlichen Mitbestimmung, Kooperation und – wo immer möglich – durch freie Selbstbestimmung.“

Der Begriff Demokratisierung bezeichnet einerseits das Ziel, die Demokratie, und andererseits den Prozess der Veränderung von gesellschaftlichen Subsystemen. „Er ist sowohl eine Aktionsbestimmung wie eine Zielbestimmung sozialen Handelns.“

## Arten der Demokratisierung

### Demokratisierung von unten oder von oben
Ein Beispiel für die Demokratisierung von unten ist der Zerfall des Ostblocks. Versuche, Deutschland (vgl. Entnazifizierung), Afghanistan oder den Irak zu demokratisieren, gelten als Demokratisierungen von oben. Der Politikwissenschaftler Manfred G. Schmidt spricht davon, dass Demokratisierung zuweilen „auf den Bajonetten einer demokratisch verfassten Siegermacht“ beginne. Otfried Höffe nimmt an, dass „bei beiden Falltypen […] die Demokratisierung nur [gelingt], wenn sich außer den staatlichen Institutionen eine facettenreiche Bürgerschaft ausbildet.“
Das Bundesministerium für wirtschaftliche Zusammenarbeit unterscheidet drei Phasen um ein Land nach einem Konflikt zu demokratisieren: den unmittelbaren Aufbau, Dialog und Rekonstruktion und Institutionalisierung und Konsolidierung. Beispiele einer solchen Demokratisierung nach einem Konflikt sind: Bosnien-Herzegowina, Libanon, Ruanda und Südafrika. Länder nach einem Konflikt zu einer Demokratie zu transformieren erweist sich als schwierig. „In den achtzehn Nachkriegsgesellschaften, in denen die Vereinten Nationen zwischen 1988 und 2002 Demokratisierungsprozesse unterstützten, haben allein dreizehn trotz vielfach unbestreitbarer Verbesserungen nicht den Sprung in eine demokratische Staats- und Gesellschaftsform geschafft.“ Buckley-Zistel folgert aus diesen Erfahrungen, dass „der Anstoß für eine Demokratisierung aus der Gesellschaft selbst kommen“ muss und die „Interessen der verschiedenen Akteure und mögliche Konflikte müssen sensibel vorausgesehen und berücksichtigt werden“. Eine Reihe von Institutionen unterstützen den Prozess der Demokratisierung durch Demokratieförderung.

### Pfade der Demokratisierung
Eine Unterscheidung der verschiedenen Wege der Demokratisierung, die auch in politikwissenschaftlichen Lehrbüchern gebraucht wird unterscheidet zwischen 6 Pfaden. Pfad 1 und 2 gehen auf einen externen Akteur zurück, bei Pfad 2 steuert der externe Akteur auch die Demokratisierung. Pfad 3 und 4 beschreiben eine Demokratisierung durch das herrschende Regime, bei Pfad 4 geschieht dies auf Druck der Opposition. Bei Pfad 5 und 6 handelt es sich um abruptere Übergänge, bei denen es nicht selten zur Gewalt kommt, bei Pfad 5 geschieht die Demokratisierung auf Druck der Opposition und bei Pfad 6 wird der Druck durch Streiks, Demonstrationen und ähnliches erzeugt.

## Demokratisierungswellen
Samuel P. Huntington unterscheidet drei Demokratisierungswellen, in denen sich vermehrt autokratische Systeme in Demokratien wandelten: Die erste Welle verortet er zwischen 1828, als in den Vereinigten Staaten erstmals die Mehrheit der weißen, männlichen Bevölkerung wahlberechtigt war (Jacksonian Democracy), und 1922, als Benito Mussolini in Italien an die Macht gelangte („Marsch auf Rom“). Den Beginn der zweiten Welle datiert Huntington auf 1943, als Mussolinis Herrschaft in Italien endete, und deren Ende auf 1962, als Jamaika die Unabhängigkeit von der britischen Krone erlangte. Die dritte Welle entfaltete sich seit 1974, dem Jahr der „Nelkenrevolution“ in Portugal, und ebbte Mitte der 1990er-Jahre langsam ab. Nach Wolfgang Merkel ist jene letzte Demokratisierungswelle, „die mit dem Ende der letzten Rechtsdiktaturen in Westeuropa (Portugal, Griechenland, Spanien) Mitte der 70er Jahre begann, sich im Lateinamerika der 80er Jahre fortsetzte, Ostasien erreichte, die kommunistischen Regime Osteuropas und der Sowjetunion erfasste und selbst einige Länder Afrikas berührte, […] beispiellos in der Geschichte.“ In der Regel werden die sozioökonomischen Modernisierungsprozesse als Auslöser der Demokratisierungswellen angesehen. Ihre Wellendynamik hängt dagegen von kulturellen Rahmenbedingungen und herrschenden Machtzentren der politischen Eliten ab.
Klaus von Beyme bezeichnete die Umstürze infolge des Falls des Eisernen Vorhangs und des Zusammenbruchs der Sowjetunion als vierte Demokratisierungswelle. Diese umfasste insgesamt 47 Staaten, darunter neben dem ehemaligen Ostblock auch einige Staaten Afrikas und Asiens wie Benin und Bangladesch.
Kenan Engin spricht angesichts des Arabischen Frühlings von einer fünften Demokratisierungswelle. Seine These beruht auf den Parallelitäten der politischen Entwicklungen zwischen der dritten Demokratisierungswelle in Lateinamerika und dem Arabischen Frühling. Ähnlich wie jüngst in der arabischen Welt wurden in den 1970er und 80er-Jahren viele lateinamerikanischen Diktatoren durch eine Welle von Protesten gestürzt und durch gewählte Regierungen ersetzt.
Entstanden sind nicht immer rechtsstaatliche liberale Demokratien, sondern viele „defekte Demokratien“. Diese, von Juan Linz und Alfred Stepan auch als „hybride Regime“ bezeichneten Staaten, nehmen eine Stellung zwischen Demokratie und Autokratie ein. Nach Wolfgang Merkel gibt es dafür keine primäre Ursache, sondern ein Ursachenbündel, welches den Modernisierungspfad, das Modernisierungsniveau, die Wirtschaftskonjunktur, das Sozialkapital, die Zivilgesellschaft, die Staats- und Nationalbildung sowie den Typ des autoritären Vorgängerregimes, die Art des Transitionsmodus, die politischen Institutionen und die internationalen Rahmenbedingungen berücksichtigen muss. „Liberale Demokratien“ sind entstanden im Umkreis der Europäischen Union. „Die Kombination von marktwirtschaftlichen Interessen- und demokratischer Wertegemeinschaft macht die EU zu einem Modell, das bisher einzigartig in der Welt ist.“ Alle anderen Organisation wie NATO, ASEAN, Mercosur oder die Vereinten Nationen hatten keine vergleichbare Wirkung. Die „defekten Demokratien“ können nach Merkel relativ stabile Regime sein. „Dies ist vor allem in Gesellschaften mit niedrigen Bildungsniveau, klientelistischen und patrimonialen Strukturen der Fall.“

## Demokratisierung der Demokratie
Claus Offe weist darauf hin, dass keine Demokratie einer anderen gleicht und dass die Ansprüche an eine Demokratie, die Qualität einer Demokratie, unterschiedlich sind. Zum einen unterscheidet man weiter reife Demokratien (USA, Großbritannien) von unreifen. Andererseits verfallen reife Demokratien. Offe bezeichnet dies als „Dekonsolidierung der liberalen Demokratie“.
Wenn der unstrittige Kern einer Demokratie sich zusammensetzt „aus den Grundsätzen der bürgerlichen Freiheit, der politischen Gleichheit und der zugleich effektiven und verantwortlichen Regierung“, dann muss man laut Offe überlegen, wie „sich die Demokratie demokratisieren lässt“.
Der erste Grundsatz, bürgerliche Freiheit, steht heute unter der Herausforderung, dass die Bürger das politische System als unübersichtlich empfinden. „Es ist die notorische kognitive Überforderung der Bürger durch die Komplexität und oft die Neuartigkeit der zur Entscheidung anstehenden öffentlichen Angelegenheiten […].“ Potenziert wird dies durch eine fehlende Motivation der Bürger.
Politische Gleichheit, der zweite Grundsatz, empfinden die Bürger nicht, da ihre soziale Macht beschränkt ist im Gegensatz zu politischen Akteuren, die die politische Tagesordnung bestimmen können (Lobbyismus usw.).
Inwieweit Regierungen heute noch effektiv regieren können, der dritte Grundsatz, ist fraglich. Kritisiert wird hier von Offe, dass nationale Regierungen ihre Macht an internationale Institutionen abgeben. Des Weiteren werden politische Entscheidungen in nicht institutionalisierten Gremien, hinter verschlossenen Türen getroffen. Eine Regierung kann sich somit der politischen Verantwortung entziehen (blame avoidance).
Offe fordert zusätzlich eine „Verantwortlichkeit“ von Regierungen. „Unter dieser Verantwortlichkeit sind zwei Modi der Kommunikation zwischen Politik und Gesellschaft zu verstehen, die in der feinkörnigeren englischen Terminologie als accountability und responsibility, als passiver und aktiver Aspekt von Verantwortlichkeit unterschieden werden.“
Unter accountability versteht Offe die Befähigung der Bürger politische Entscheidungen „kognitiv zu erfassen, sie Akteuren zuzurechnen und im Falle abweichender Präferenzen diese Akteure zur Verantwortung zu ziehen“. Das Gegenteil ist die Dominanz einer Elite.
Unter responsibility versteht Offe, dass die Regierenden die Verantwortung übernehmen für ihre Politik, also auch unpopuläre Lösungen durchzusetzen. Das Gegenteil wäre responsiveness, ein verantwortungsloses, populistisches Regierungshandeln.
Die Lösung der obigen Probleme, und somit eine Demokratisierung der Demokratie, sieht Offe in einer „bottom-up-Kommunikation des Wählens und Abstimmens, die „laterale“ Kommunikation zwischen repräsentativen Akteuren und die top-down-Kommunikation des verbindlichen, in die Form von Regierungsentscheidungen, Rechtsbefehlen und Verwaltungsanordnungen gekleideten hierarchischen Entscheidens.“
Bei der bottom-up-Kommunikation setzt Offe auf eine Stärkung der Zivilgesellschaft und des bürgerlichen Engagements. Die „laterale“ Kommunikation soll das Verhältnis zwischen Institutionen und den Kollektivakteuren (z. B. Parteimitgliedern) verbessern. Zum Beispiel durch eine Reform des Föderalismus oder einer Reform der Parteiensysteme. Die top-down-Kommunikation soll „an der Spitze von Entscheidungshierarchien“ ansetzen und „die Stärkung autonomer, sachverständiger, langfristig amtierender und unparteiischer, zumindest für eine längere Zeitstrecke dem Parteienkonflikt enthobener Gremien“ vorsehen.

## Demokratisierung weiterer Gebiete
Demokratie stellt zunächst einmal ein politisches System dar und der Begriff der Demokratisierung einen Vorgang, der zur Schaffung oder Intensivierung der Demokratie in politischen Systemen führt. Daneben wird jedoch vielfach auch eine „Demokratisierung“ anderer Lebensbereiche gefordert, und der Begriff nimmt auch den Charakter eines politischen Schlagwortes oder Kampfbegriffes an. Beispiele sind die Forderung nach einer Demokratisierung der Hochschulen und dort insbesondere die nach einer Viertelparität. Im Bereich der Wirtschaft wird die Einführung einer Wirtschaftsdemokratie oder zumindest die Ausweitung der Mitbestimmung gefordert. Die Demokratisierung der Schule soll zur Demokratischen Schule führen. Unter anderem die Initiative Kirche von unten fordert eine Demokratisierung der Kirche.
Der Politikwissenschaftler Wilhelm Hennis kritisiert die Demokratisierung der Sozialbereiche außerhalb der eigentlichen Politik. Im harmlosen Fall sei das Schlagwort von der „Demokratisierung“ eine inhaltsleere Sprachhülse, die jedoch eine ungerechtfertigte Dramatik erzeugt: Alltägliche Sachverhalte würden mit der heftigen Kritik, undemokratisch zu sein, überladen. Noch problematischer sei der häufige Fall, dass die zu „demokratisierenden“ Strukturen nicht unter dem Aspekt ihrer Funktion, sondern dem der Macht betrachtet würden. So ist beispielsweise der Zweck einer Hochschule die Forschung und Lehre. Beide Funktionen entziehen sich dem Mehrheitsprinzip. Die Forderung nach „Demokratisierung“ geht hier von der faktischen Macht aus, die die Hochschullehrer ausüben. Die Kontrolle dieser Macht durch Demokratisierung steht jedoch in direktem Gegensatz zu den Erfordernissen, die sich aus der Funktion der Institution ergeben. Die größte Gefahr sei jedoch der Missbrauch des Schlagwortes, um die Beseitigung aller Formen von Ungleichheit zu fordern. Historisch sei im Westen eine Trennung des öffentlichen und des privaten Bereiches erfolgt und für die Kultur des Abendlandes konstitutiv. Während die Demokratie, in der jedermann gleiches Stimmrecht hat, im ersteren die Freiheit sicherte, so wirken außerhalb der Politik Ungleiche frei zusammen. Der Versuch, diese Ungleichen gleich zu machen, ist nur „um den Preis der Despotie“ möglich.

### Demokratisierung der Arbeitswelt
Eine Demokratisierung der Arbeitswelt gehörte bereits in der Entstehungsphase der Industrialisierung zu den Kernforderungen der Arbeiterbewegung. Angestrebt wurde dies sowohl auf revolutionärem Weg wie auch durch Reformen, für letzteres stehen Konzepte wie Produktivgenossenschaften oder die in den 1920er Jahren in den deutschen Gewerkschaften entwickelte Idee der Wirtschaftsdemokratie. Einige dieser Ideen wurden von Philanthropen oder rebellischen Belegschaften in die Tat umgesetzt, teils mit Erfolg, wie etwa die Kommuneideen von Robert Owen aus dem 19. Jahrhundert oder die seit der Krise von 2001 in Argentinien entstandenen selbstverwalteten Fabriken. Auf gesamtstaatlicher Ebene wurde lediglich in Jugoslawien mit dem Konzept der Arbeiterselbstverwaltung der Versuch unternommen, die Unternehmen einer Volkswirtschaft flächendeckend zu demokratisieren. Der Versuch endete mit dem Zerfall Jugoslawiens Anfang der 1990er Jahre.
Abzugrenzen von den skizzierten Ideen der Wirtschaftsdemokratie sind Managementmethoden, die mit dem Ziel einer Produktionssteigerung mittleren und leitenden Angestellten höhere Freiheitsgrade erlauben. Der brasilianische Unternehmer Ricardo Semler hat etwa in seinen Betrieben demokratische Strukturen eingeführt, indem Untergebene regelmäßig ihre Vorgesetzten bewerten, Mitarbeiter selbst entscheiden, wie sie den Arbeitsplatz oder die Arbeitsweise gestalten oder beispielsweise, welche Hotelkategorie sie bei Reisen wählen. Er beschrieb sein Managementsystem im Buch Das Semco System. Anders als bei Genossenschaften oder anderen Konzepten verbleibt hier jedoch der Unternehmensgewinn beim Privatunternehmer Semco.

### Demokratisierung des Wissens
Wissen ist im 21. Jahrhundert fast jedem in westlichen Kulturkreisen schnell zugänglich und muss nicht mehr mühsam aus Bibliotheken zusammengesucht werden, deren Zugang auch nicht immer gegeben ist. Dank dem Internet und Web 2.0-Angeboten wie Wikipedia kann sich jeder Wissen aneignen. Hans-Ulrich Wehler merkt kritisch an, dass „die Bürger mit der Informationsflut nichts anfangen [können], wenn sie nicht gelernt haben, damit umzugehen. Sie müssen eine Auswahl treffen, interpretieren. Das setzt intellektuelle Fertigkeiten voraus, die mit dem technischen Zugang zu den Informationen nichts zu tun haben.“

## Schlagwort „Demokratisierung“ in der SBZ/DDR
In der SBZ und später der DDR wurde das Schlagwort „Demokratisierung“ verwendet, um die Gleichschaltung der staatlichen Institutionen schönfärberisch zu beschreiben. Das Gesetz zur Demokratisierung der deutschen Schule vom Mai/Juni 1946 war die rechtliche Basis der Umformung des Schulsystems in der (SBZ) hin zu einer von der SED beherrschten Einheitsschule. Die „Demokratisierung der Justiz“ führte zur Umformung der DDR-Justiz zum Vollstreckungsorgan des Willens der herrschenden SED.

## Gründe für Demokratisierung

### Wirtschaftlicher Einfluss
Früher ging man davon aus, dass wirtschaftlich stärkere Nationen fast immer Demokratien werden. Mittlerweile ist man zu dem Schluss gelangt, dass die wirtschaftliche Stärke einer Nation nicht der entscheidende Faktor ist, aber wirtschaftlich starke Länder fallen seltener, ab einem gewissen Punkt sogar fast gar nicht mehr, in autoritäre Strukturen zurück, sobald sie einmal eine Demokratie geworden sind.

### Kulturelle Einflüsse
Einige Politikwissenschaftler argumentieren, dass man den wirtschaftlichen Einfluss darauf reduzieren kann, was für kulturelle Veränderungen er hervorruft und halten die Kultur für das Entscheidende, wenn es darum geht, ob ein Land demokratisiert wird oder nicht.